# Brooklyn (Iowa)
Brooklyn is een plaats (city) in de Amerikaanse staat Iowa, en valt bestuurlijk gezien onder Poweshiek County.

## Demografie
Bij de volkstelling in 2000 werd het aantal inwoners vastgesteld op 1367. In 2006 is het aantal inwoners door het United States Census Bureau geschat op 1388, een stijging van 21 (1,5%).

## Geografie
Volgens het United States Census Bureau beslaat de plaats een oppervlakte van 3,1 km², geheel bestaande uit land. Brooklyn ligt op ongeveer 272 m boven zeeniveau.

## Plaatsen in de nabije omgeving
De onderstaande figuur toont nabijgelegen plaatsen in een straal van 20 km rond Brooklyn.